# After Office Hours
After Office Hours, in Nederland bekend onder de titels Schandaal na kantoortijd en Het Schandaal van den dag, is een film uit 1935 onder regie van Robert Z. Leonard. De film is gebaseerd op een verhaal van Laurence Stallings en Dale Van Every, het scenario is geschreven door Herman J. Mankiewicz. Hoofdrolspelers in de film zijn Constance Bennett en Clark Gable.

## Verhaal
James Branch is de hoofdredacteur van de beroemde krant News Record. Hij heeft een dubbelzinnige relatie met Sharon Norwood, van rijke komaf en de muziekcriticus van de krant. In eerste instantie ontslaat Branch haar vanwege haar 'arrogante' houding, later raakt hij juist verliefd op haar en probeert hij haar voor zich te winnen. Norwood lijkt niet geïnteresseerd en probeert een getrouwde man te verleiden. De jaloerse echtgenote, Julia Patterson, vermoordt haar man. Branch als echte 'nieuwsman' verdiept zich in deze zaak en weet het moordmysterie op te lossen, mede door Norwood weer aan te nemen aangezien hij haar kan gebruiken voor haar 'inside' informatie.

## Rolverdeling
| Acteur              | Personage            |
| ------------------- | -------------------- |
| Constance Bennett   | Sharon Norwood       |
| Clark Gable         | James 'Jim' Branch   |
| Stuart Erwin        | Hank Parr            |
| Billie Burke        | Mrs. Norwood         |
| Harvey Stephens     | Tommy Bannister      |
| Katharine Alexander | Julia Patterson      |
| Hale Hamilton       | Henry King Patterson |